# Полет 522 на „Хелиос Еъруейс“
Полет 522 на „Хелиос Еъруейс“ е редовен пътнически полет от Ларнака, Кипър до Прага, Чехия с междинно кацане в Атина, Гърция. Малко след излитането на 14 август 2005 г. контролът на въздушното движение губи контакт със самолета, който изпълнява полета. В крайна сметка машината се разбива близо до Граматико, Гърция и убива всички 121 пътници и екипаж на борда. Това е най-смъртоносният авиационен инцидент в историята на Гърция.
Разследване на катастрофата от Съвета за разследване на въздушни произшествия и авиационна безопасност заключава, че екипажът пропуска да настрои системата за херметизиране на автоматична по време на проверките при излитане, а по този начин самолетът не е под налягане по време на полета. Въпреки предупрежденията в пилотската кабина от различни индикатори, включително и клаксон за налягането в нея, екипажът не обръща сериозно внимание на случващото се. Когато екипажът се свързва с оперативния център да докладва за вече установените проблеми, капитанът не дава достатъчно ясни данни за ситуацията, защото вече изпитва началото на първоначалните симптоми на хипоксия. Малко след това почти всички хора на борда страдат от генерализирана хипоксия, което довежда до „полет призрак“.
В 11:05 ч. два изтребителя „Еф-16“ от 111-о бойно крило на гръцките военновъздушни сили са издигнати от авиобазата в Неа Анхиалос, за да установят визуален контакт с машината. Те прехващат пътническия самолет в 11:24 ч. и забелязват, че първият офицер е свлечен неподвижно на контролния панел, а мястото на капитана е празно. Пилотите на изтребителите също така съобщават, че в пътническата кабина висят кислородни маски. В 11:49 ч. стюардът Андреас Продрому влиза в пилотската кабина и сяда на капитанската седалка; той остава в съзнание с помощта на преносимо захранване с кислород. Той вижда изтребителите и се опитва да контролира самолета, но горивото вече е изчерпано, но все пак успява да наклони самолета далеч от Атина и малко преди 12:04 ч. машината се разбива в хълмовете в околностите на село Граматико.
Небрежността на екипажа провокира серия от съдебни дела срещу „Хелиос Еъруейс“ и „Боинг“, като авиокомпанията е затворена от правителството на Кипър през следващата година. В началото на 2008 г. прокурор в Атина обвинява шестима бивши служители в непредумишлено убийство за инцидента; заподозрените са трима кипърци, двама британци и един българин. Първоначално всички са оправдани от съда, но главният прокурор на Кипър подава жалба и Върховният съд отменя оправдателната присъда и насрочва нов процес, на който всички са признати за виновни. Въпреки това през 2013 г. някои от обвиняемите изкупват вината си срещу парична сума, докато българинът Янко Стоименов е освободен от затвора след намеса на българското правителство и превеждане на сумата от 80 хиляди евро от страна на партия ГЕРБ към гръцкия съд.